# Dawsonia grandis
Dawsonia grandis är en bladmossart som beskrevs av Schliephacke och Geheeb 1896. Dawsonia grandis ingår i släktet Dawsonia och familjen Polytrichaceae. Inga underarter finns listade i Catalogue of Life.